# Phorbas roxasi
Phorbas roxasi är en svampdjursart som först beskrevs av de Laubenfels 1935.  Phorbas roxasi ingår i släktet Phorbas och familjen Hymedesmiidae.
Artens utbredningsområde är Filippinerna. Inga underarter finns listade i Catalogue of Life.